# Championnat d'Équateur de football 1978
Navigation
Saison précédente Saison suivante
La saison 1978 du Championnat d'Équateur de football est la vingtième édition du championnat de première division en Équateur.
Dix équipes prennent part à la Série A, la première division, au sein d'une poule unique où elles affrontent leurs adversaires deux fois, à domicile et à l'extérieur. À la fin de cette première phase, les trois premiers du classement se qualifient pour la Liguilla, les deux derniers sont relégués et remplacés par les deux meilleurs clubs de Série B, la deuxième division équatorienne. La deuxième phase fonctionne exactement comme la première, avec les mêmes systèmes de qualification pour la Liguilla et de relégation. En fin de saison, les clubs qualifiés pour la Liguilla se disputent le titre national.
C'est le Club Deportivo El Nacional, double tenant du titre, qui remporte à nouveau la compétition après avoir terminé en tête de la Liguilla, avec quatre points d'avance sur le Club Deportivo Técnico Universitario. C'est le 5e titre de champion d'Équateur de l'histoire du club.

## Première phase

### Les clubs participants
| - Club Sport Emelec - Barcelona Sporting Club - Club Deportivo El Nacional - CDU Católica del Ecuador - Club Deportivo Técnico Universitario - Promu de Série B | - Deportivo Quito - Promu de Série B - LDU Quito - Deportivo Cuenca - LDU Portoviejo - Manta Sport Club |

### Classement
| Rang | Équipe                       | Pts | J  | G | N | P  | Bp | Bc | Diff |
| ---- | ---------------------------- | --- | -- | - | - | -- | -- | -- | ---- |
| 1    | Club Deportivo El Nacional T | 21  | 18 | 6 | 9 | 3  | 19 | 14 | +5   |
| 2    | CDT Universitario P          | 20  | 18 | 7 | 6 | 5  | 22 | 21 | +1   |
| 3    | Club Sport Emelec            | 19  | 18 | 6 | 7 | 5  | 31 | 23 | +8   |
| 4    | LDU Portoviejo               | 19  | 18 | 6 | 7 | 5  | 27 | 24 | +3   |
| 5    | Deportivo Quito P            | 19  | 18 | 5 | 9 | 4  | 17 | 19 | -2   |
| 6    | Deportivo Cuenca             | 18  | 18 | 6 | 6 | 6  | 15 | 17 | -2   |
| 7    | Barcelona Sporting Club      | 17  | 18 | 6 | 5 | 7  | 20 | 20 | 0    |
| 8    | CDU Católica del Ecuador     | 17  | 18 | 5 | 7 | 6  | 21 | 22 | -1   |
| 9    | LDU Quito                    | 17  | 18 | 5 | 7 | 6  | 13 | 17 | -4   |
| 10   | Manta Sport Club             | 13  | 18 | 5 | 3 | 10 | 21 | 29 | -8   |

|  | Qualification pour la Liguilla           |
|  | Relégation en Série B                    |
|  | T : Tenant du titre P : Promu de Série B |

## Seconde phase

### Les clubs participants
| - Club Sport Emelec - Barcelona Sporting Club - Club Deportivo El Nacional - CDU Católica del Ecuador - Club Deportivo Técnico Universitario | - Deportivo Quito - UD Valdez - Promu de Série B - Deportivo Cuenca - LDU Portoviejo - Bonita Banana - Promu de Série B |

### Classement
| Rang | Équipe                       | Pts | J  | G  | N | P  | Bp | Bc | Diff |
| ---- | ---------------------------- | --- | -- | -- | - | -- | -- | -- | ---- |
| 1    | Club Deportivo El Nacional T | 23  | 18 | 10 | 3 | 5  | 43 | 16 | +27  |
| 2    | Barcelona Sporting Club      | 23  | 18 | 10 | 3 | 5  | 29 | 20 | +9   |
| 3    | CDT Universitario            | 22  | 18 | 8  | 6 | 4  | 26 | 20 | +6   |
| 4    | Club Sport Emelec            | 22  | 18 | 9  | 4 | 5  | 23 | 17 | +6   |
| 5    | Bonita Banana P              | 22  | 18 | 10 | 2 | 6  | 20 | 19 | +1   |
| 6    | Deportivo Quito              | 16  | 18 | 6  | 4 | 8  | 19 | 21 | -2   |
| 7    | CDU Católica del Ecuador     | 15  | 18 | 5  | 5 | 8  | 29 | 29 | 0    |
| 8    | Deportivo Cuenca             | 15  | 18 | 5  | 5 | 8  | 12 | 20 | -8   |
| 8    | LDU Portoviejo               | 13  | 18 | 5  | 3 | 10 | 25 | 37 | -12  |
| 10   | UD Váldez P                  | 9   | 18 | 1  | 7 | 10 | 10 | 37 | -27  |

|  | Qualification pour la Liguilla           |
|  | Relégation en Série B                    |
|  | T : Tenant du titre P : Promu de Série B |

### Barrage pour la3eplace
Le Club Deportivo Técnico Universitario et le Club Sport Emelec sont arrivés à égalité de points, avec le même goal-average à la 3e place. Un barrage en matchs aller-retour est organisé pour les départager.
| Équipe 1          | Résultat | Équipe 2          | Aller | Retour |
| ----------------- | -------- | ----------------- | ----- | ------ |
| CDT Universitario | 6 - 1    | Club Sport Emelec | 4 - 1 | 2 - 0  |

## Liguilla
À l'issue de chaque phase, les trois premiers du classement reçoivent un bonus respectif de 3, 2 et 1 point.
| Rang | Équipe                            | Pts | J | G | N | P | Bp | Bc | Diff |  | Résultats (▼ dom., ► ext.)        | ElN | Tec | Eme | Bar |
| ---- | --------------------------------- | --- | - | - | - | - | -- | -- | ---- |  | --------------------------------- | --- | --- | --- | --- |
| 1    | Club Deportivo El Nacional '+6 T' | 13  | 6 | 3 | 1 | 2 | 9  | 6  | +3   |  | Club Deportivo El Nacional '+6 T' |     | 1-2 | 2-1 | 2-0 |
| 2    | CDT Universitario +3              | 9   | 6 | 3 | 0 | 3 | 7  | 11 | -4   |  | CDT Universitario +3              | 0-2 |     | 2-1 | 1-0 |
| 3    | Club Sport Emelec +1              | 7   | 6 | 3 | 0 | 3 | 12 | 10 | +2   |  | Club Sport Emelec +1              | 2-1 | 5-2 |     | 0-2 |
| 4    | Barcelona Sporting Club +2        | 7   | 6 | 2 | 1 | 3 | 6  | 7  | -1   |  | Barcelona Sporting Club +2        | 1-1 | 2-0 | 1-3 |     |

|  | Qualification pour la Copa Libertadores 1979 |
|  | T : Tenant du titre                          |

## Bilan de la saison
| Championnat d'Équateur de football 1978 |                                       |
| Champion                                | Club Deportivo El Nacional (5e titre) |
| Qualifications continentales            |                                       |
| Copa Libertadores 1979                  | Club Deportivo El Nacional            |
| Copa Libertadores 1979                  | Club Deportivo Técnico Universitario  |
| Promotions et relégations               |                                       |
| Promus en Série A                       | LDU Quito América de Quito            |
| Relégués en Série B                     | UD Valdez LDU Portoviejo              |